# 千禧經典台電視劇集列表 (2025年)
本列表列出2025年由香港myTV SUPER千禧經典台所播放的節目。

## 往年節目
愛回家之開心速遞、西遊記（貳）、兄弟、騎呢大狀、與敵同行、蒲松齡、再戰明天、胭脂水粉、解決師、換樂無窮、大冬瓜、金牌冰人、法證先鋒、鄭板橋、樓奴、仁心解碼II、花木蘭、西廂奇緣、當旺爸爸、法證先鋒II、林世榮、倩女喜相逢、拆局專家、楊貴妃、十二傳說、丫鬟大聯盟、超時空男臣、蕭十一郎、巨輪II、老表，你好嘢！、醋娘子、洛神、掌上明珠、老表，你好hea！、爭分奪秒、幕後玩家、紫禁驚雷、老公萬歲、大醬園、迷、牛下女高音、情事緝私檔案、老表，畢業喇！、無頭東宮、殺手、魚躍在花見、廟街·媽·兄弟、使徒行者、全職沒女、盛裝舞步愛作戰、寫意人生、非常保鑣、新鮮人、我外母唔係人、覆雨翻雲、無業樓民、奪命真夫、使徒行者2、無考不成冤家、彩色世界、女人最痛、刑事情報科、使徒行者3